# Communauté de communes de la Beauce de Janville
La communauté de communes de la Beauce de Janville est une ancienne communauté de communes française, située dans le département d'Eure-et-Loir et la région Centre-Val de Loire.

## Composition
Elle était composée des communes suivantes, toutes situées dans le canton de Janville dans sa composition avant 2015 :
| Nom                    | Code Insee | Gentilé          | Superficie (km2) | Population (dernière pop. légale) | Densité (hab./km2) |
| ---------------------- | ---------- | ---------------- | ---------------- | --------------------------------- | ------------------ |
| Janville (siège)       | 28199      |                  | 12,19            | 1 825 (2014)                      | 150                |
| Allaines-Mervilliers   | 28002      | Allainois        | 22,22            | 326 (2014)                        | 15                 |
| Barmainville           | 28025      | Barmainvillois   | 6,38             | 122 (2014)                        | 19                 |
| Baudreville            | 28026      | Baudrevillais    | 13,03            | 271 (2014)                        | 21                 |
| Fresnay-l'Évêque       | 28164      | Fraxinétains     | 29,04            | 747 (2014)                        | 26                 |
| Gommerville            | 28183      |                  | 32,45            | 678 (2014)                        | 21                 |
| Gouillons              | 28184      | Gouillonnais     | 12,04            | 334 (2014)                        | 28                 |
| Guilleville            | 28189      | Guillevillois    | 13,41            | 188 (2014)                        | 14                 |
| Intréville             | 28197      | Intrévillois     | 8,91             | 134 (2014)                        | 15                 |
| Levesville-la-Chenard  | 28210      | Levesvillois     | 13,89            | 219 (2014)                        | 16                 |
| Mérouville             | 28243      | Mérouvillois     | 9,62             | 221 (2014)                        | 23                 |
| Neuvy-en-Beauce        | 28276      | Neuvicois        | 15,68            | 212 (2014)                        | 14                 |
| Oinville-Saint-Liphard | 28284      | Oinvillois       | 21,77            | 270 (2014)                        | 12                 |
| Poinville              | 28300      | Poinvillois      | 8,08             | 143 (2014)                        | 18                 |
| Le Puiset              | 28311      |                  | 7,91             | 414 (2014)                        | 52                 |
| Rouvray-Saint-Denis    | 28319      | Rouvraysiens     | 19,35            | 452 (2014)                        | 23                 |
| Santilly               | 28367      | Santillois       | 17,66            | 351 (2014)                        | 20                 |
| Toury                  | 28391      | Tourysiens       | 18,72            | 2 693 (2014)                      | 144                |
| Trancrainville         | 28392      | Trancrainvillois | 11,61            | 172 (2014)                        | 15                 |

## Compétences
- Développement économique
  - Constitution de réserves foncières (à titre obligatoire)
  - Création et réalisation de zone d'aménagement concerté (ZAC) (à titre obligatoire)
  - Organisation des transports non urbains (à titre facultatif)
  - Schéma de cohérence territoriale (SCOT) (à titre obligatoire)
  - Schéma de secteur (à titre obligatoire)
- Autres - Technologies de l'information et de la communication-TIC (Internet, câble...) (à titre facultatif)
- Aménagement de l'espace communautaire
  - Action de développement économique (Soutien des activités industrielles, commerciales ou de l'emploi, soutien des activités agricoles et forestières...) (à titre obligatoire)
  - Création, aménagement, entretien et gestion de zone d'activités industrielle, commerciale, tertiaire, artisanale ou touristique (à titre obligatoire)
- Développement et aménagement social et culturel
  - Activités périscolaires (à titre facultatif)
  - Construction ou aménagement, entretien, gestion d'équipements ou d'établissements culturels, socioculturels, socioéducatifs, sportif (à titre optionnel)
- Environnement
  - Assainissement non collectif (à titre facultatif)
  - Collecte et traitement des déchets des ménages et déchets assimilés (à titre optionnel)
  - Politique du cadre de vie (à titre optionnel)

## Historique
- 31 décembre 2016 : fusion de la communauté de communes avec deux autres pour former la communauté de communes Cœur de Beauce
- 8 septembre 2006 : transfert du siège social
- 14 décembre 2004 : création de la communauté de communes

## Adresse
La communauté de communes est basée à Janville, au 56 rue de la Madeleine.

## Identification
Identification SIREN 242852614 

## Sources
- le splaf - (Site sur la Population et les Limites Administratives de la France)
- La base aspic d'Eure-et-Loir - (Accès des Services Publics aux Informations sur les Collectivités)